# Carvalhinho
Rodolfo da Rocha Carvalho, mais conhecido como Carvalhinho (Recife, 24 de maio de 1927 — Rio de Janeiro, 1 de março de 2007), foi um ator e humorista brasileiro.

## Biografia
Carvalhinho iniciou a sua carreira na década de 1940. Ao longo de seis décadas de carreira trabalhou tanto no cinema como na televisão. Ainda no Recife, foi garoto prodígio, tendo atuado no rádio em diversas produções que o revelaram e o levaram à televisão anos mais tarde.
Dedicou a maior parte de sua vida e obra ao teatro, aonde se tornou conhecido por seus papéis cômicos. Ao lado de Jorge Dória, protagonizou um dos maiores sucessos do teatro brasileiro, A Gaiola das Loucas. Após anos em cartaz viajando por todo o Brasil, a dupla vendeu os direitos da peça e partiu para novos projetos em teatro, cinema e TV.
Faleceu aos 79 anos de idade, vítima de parada cardiorrespiratória. Segundo a família, o ator já sofreria de problemas cardíacos. Carvalhinho sentiu-se mal enquanto jantava em sua casa. Foi levado de emergência para a Clínica Tijucor, na Tijuca, Zona Norte do Rio de Janeiro, mas a sua morte foi inevitável.
O corpo do ator foi velado na capela do Hospital Santa Teresinha, também na Tijuca. O enterro teve lugar no cemitério São João Batista, em Botafogo, na Zona Sul do Rio de Janeiro.

## Filmografia

### Cinema
| Ano  | Título                                                  | Personagem                 |
| ---- | ------------------------------------------------------- | -------------------------- |
| 1957 | Com Jeito Vai                                           | Cabeleireiro               |
| 1959 | Mulheres à Vista                                        | —                          |
| 1959 | Entrei de Gaiato                                        | —                          |
| 1959 | Dona Xepa                                               | Cabeleireiro               |
| 1966 | Essa Gatinha é Minha                                    | —                          |
| 1969 | Chegou a Hora, Camaradas!                               | —                          |
| 1970 | Uma Garota em Maus Lençóis                              | Detetive                   |
| 1971 | Como Ganhar na Loteria sem Perder a Esportiva           | Manolo,dono do bar         |
| 1972 | Salve-se Quem Puder - Rally da Juventude                | Apresentador               |
| 1973 | Amante Muito Louca                                      | Lacraia                    |
| 1973 | Robin Hood, o Trapalhão da Floresta                     | Frade                      |
| 1976 | O Varão de Ipanema                                      | Garçom                     |
| 1977 | O Trapalhão nas Minas do Rei Salomão                    | Paxá                       |
| 1978 | O Homem de Seis Milhões de Cruzeiros contra as Panteras | Chefe                      |
| 1978 | Elke Maravilha Contra o Homem Atômico                   | Onório                     |
| 1979 | Vamos Cantar Disco Baby                                 | Funcionário do Dr. Pancada |
| 1979 | O Cinderelo Trapalhão                                   | Padre Gago                 |
| 1980 | Ele, Ela, Quem?                                         | Dr. Alberto Gonzaga        |
| 1980 | Bububu no Bobobó                                        | —                          |
| 1985 | A Boca do Prazer                                        | —                          |
| 2006 | Irma Vap - O Retorno                                    | Médico                     |

### Televisão
Telenovelas e minisséries
| Ano  | Titulo           | Papel                       | Emissora   |
| ---- | ---------------- | --------------------------- | ---------- |
| 2005 | Alma Gêmea       | Padre no casamento de Mirna | Rede Globo |
| 2004 | Da Cor do Pecado | Silveirinha                 | Rede Globo |
| 1998 | Torre de Babel   | Claudio                     | Rede Globo |
| 1993 | Agosto           | ?                           | Rede Globo |
| 1992 | Deus nos Acuda   | Joca                        | Rede Globo |

Programas humorísticos
| Título                           |
| -------------------------------- |
| Domingo de Graça (Rede Manchete) |
| Você Decide                      |
| Zorra Total                      |
| Escolinha do Professor Raimundo  |
| Balança Mas Não Cai              |

## ligações externas
- Carvalhinho. no IMDb.